# Lebohang Morula
Lebohang Morula (Brits, 22 de dezembro de 1968) é um ex-futebolista profissional sul-africano que atuava como meio-campista. Durante sua carreira profissional, atuou em âmbito nacional pelo Jomo Cosmos e também atuou em clubes do exterior: Once Caldas da Colômbia, Juan Aurich do Peru e Vanspor da Turquia.
Morula serviu à Seleção Sul-Africana de Futebol pela Copa do Mundo FIFA de 1998. Na ocasião, os sul-africanos foram eliminados logo na fase e grupos após encerrar sua participação na 3ª colocação de seu grupo, não logrando obter a classificação para as oitavas-de-final.